# Situationsdefinition
Situationsdefinition bezeichnet in der Soziologie die Situationswahrnehmung durch die handelnde Person; also: wie ein Akteur die Situation, in welcher er sich befindet und in der er handelt, wahrnimmt und deutet.
Die damit einhergehende Theorieperspektive wird auf das Thomas-Theorem zurückgeführt. Der Behaviorismus hatte ursprünglich introspektive Berichte von untersuchten Personen überhaupt als wissenschaftliches Beweismaterial abgelehnt, schließlich aber als Verbalreaktionen in beschränktem Maße zugelassen. Demgegenüber hat  W. I. Thomas darauf insistiert, dass es zur soziologischen Erklärung von Verhaltensweisen unumgänglich sei, die Situationswahrnehmung der handelnden Personen als einen der maßgeblichen Kausalfaktoren mit zu berücksichtigen.
Diese Grundeinsicht hat hernach in der US-amerikanischen Soziologie Karriere gemacht, insbesondere im symbolischen Interaktionismus, welcher mit den Namen von George Herbert Mead und Herbert Blumer verknüpft wird, sowie im Etikettierungsansatz von Howard S. Becker.
Das Konzept ist heutzutage mehr oder weniger in so gut wie jede soziologische Theorie des Handelns aufgenommen. Auch in die Theorie der rationalen Entscheidung.
„Jede angemessene soziologische Erklärung muß dem 'Sinn' des Handelns und der symbolischen Vermittlung von Situations-'Definitionen' Rechnung tragen. Für diese subjektive bzw. interpretative Dimension der 'Sinnadäquanz' des Handelns menschlicher Akteure gibt es in den Naturwissenschaften in der Tat kein Äquivalent.“
So spricht Hartmut Esser in Anlehnung an Karl Poppers „Situationslogik“ von der „Logik der Situation“, die die Erwartungen und die Bewertungen des Akteurs mit den Alternativen und den Bedingungen in der Situation verknüpft.